# Ramagundam Basantnagar Airport
Ramagundam Basantnagar Airport är en flygplats i Indien.   Den ligger i distriktet Karīmnagar och delstaten Telangana, i den centrala delen av landet, 1 100 km söder om huvudstaden New Delhi. Ramagundam Basantnagar Airport ligger 201 meter över havet.
Terrängen runt Ramagundam Basantnagar Airport är platt. Runt Ramagundam Basantnagar Airport är det tätbefolkat, med 356 invånare per kvadratkilometer. Närmaste större samhälle är Ramagundam, 12,8 km nordost om Ramagundam Basantnagar Airport. Trakten runt Ramagundam Basantnagar Airport består till största delen av jordbruksmark.